# Terrapene carolina major
Terrapene carolina major és la més gran de les subespècies de tortuga de caixa de l'Amèrica del Nord, Pertany a l'espècie Terrapene carolina. Té una closca bombada que pot créixer fins a 8 polzades de longitud. En general és de color marró fosc o negre, amb ratlles o taques grogues, la quantitat de taques o bandes poden variar considerablement. Es distribueix pels Estats Units al llarg del Golf de Mèxic, des de l'estat de Louisiana fins a l'estat de Florida.
La hibridació amb altres subespècies de Terrapene carolina que comparteixen rang de distribució no és infreqüent. Sovint es troben al voltant d'estuaris i de zones pantanoses, a prop dels cossos superficials, d'aigua permanent.